# Contea di Xianju
Contea di Xianju (仙居县S, Xiānjū XiànP) è una contea della Cina, situata nella provincia dello Zhejiang.